# František Pokorný (herec)

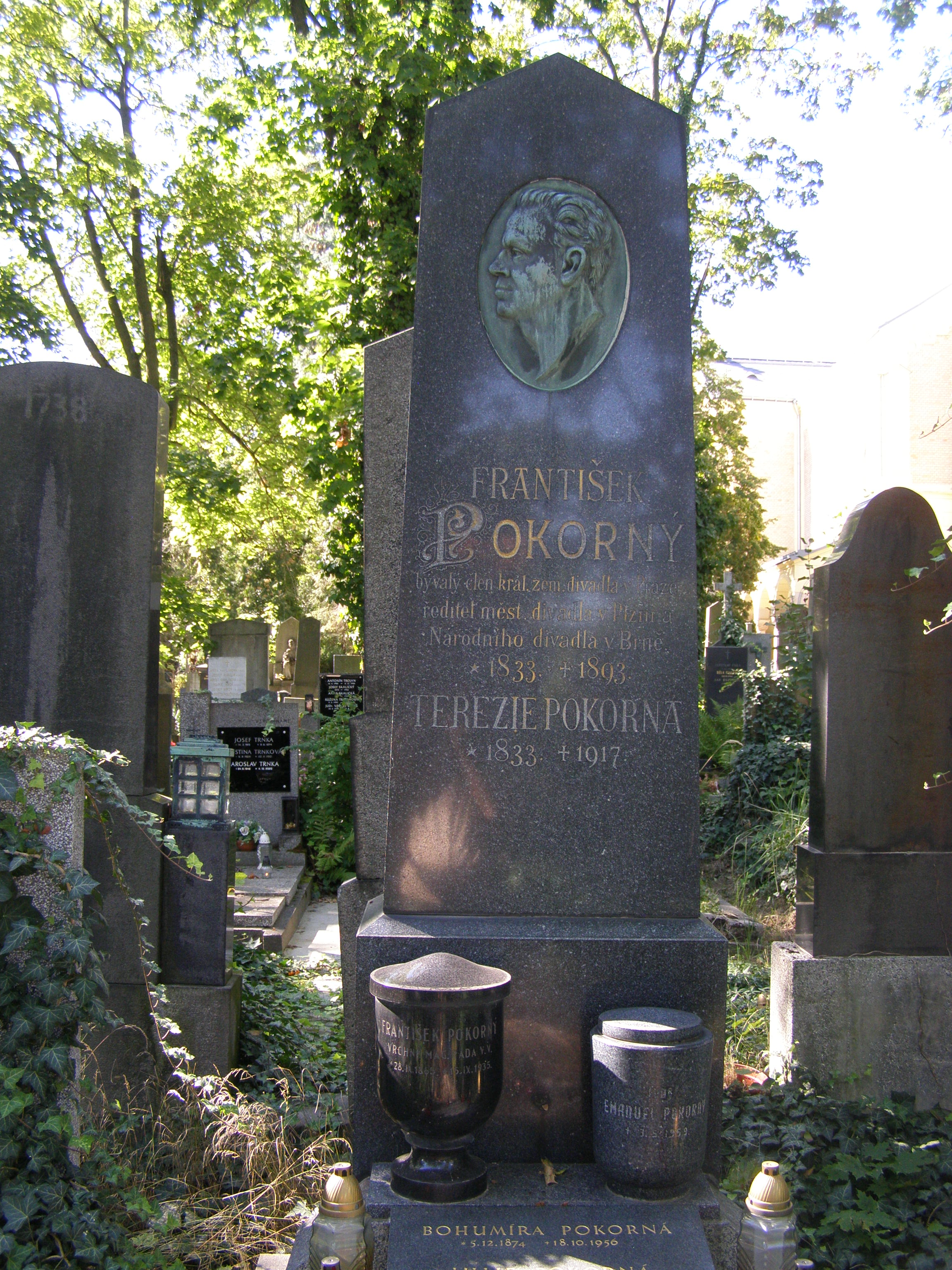
Hrob Františka Pokorného na hřbitově na Malvazinkách

František Pokorný (28. září 1833 Mírovice – 25. listopadu 1893 Praha) byl český divadelní herec, režisér a ředitel, významná postava rozvoje českého divadla. Od roku 1849 působil mimo jiné jako herec v souboru vedeného Josefem Aloisem Prokopem, prvním českým profesionálním kočovným divadlem. V sezóně 1885/1886 působil také jako ředitel brněnského Národního divadla.

## Život

### Mládí
Narodil se v Mírovicích nedaleko Brandýsa nad Labem (později součást obce Veleň) do české rodiny hostinského. Vychodil obecnou školu a gymnázium. Posléze se začal věnovat českému ochotnickému divadlu.

### Prokopova společnost
Roku 1849 se stal členem nově založeného českého souboru První divadelní společnost česká pro venkov, někdy nazývaná také Národní divadlo pro venkov Josefa Aloise Prokopa kočujícího po Čechách a Moravě. Žádné takové uskupení v Rakouském císařství neexistovalo, drtivá většina divadelního života v Čechách byla soustředěna v Praze, kde beztak převažovala německá produkce. Aktivita spolku měla rovněž podnítit činnost nových českých hereckých uskupení a také příprava českého divadelního publika pro budoucí vznik kamenné budovy a stálého souboru Národního divadla. Vznik společnosti umožnily politické změny po roce 1848 a vznik první rakouské ústavy (Březnová ústava).
První představení společnost sehrála 17. listopadu 1849 v Chrudimi, následně přechodně pobývala a hrála také v Litomyšli, Jaroměři, Novém Městě nad Metují, Netolicích a několika dalších sídlech ve východních, středních a jižních Čechách, nebo též roku 1852 v etnicky většinově německém Brně. Ve svých počátcích čítala na 20 herců, s postupným úpadkem společnosti se jejich počet snižoval. Členy souboru byli kromě Prokopa a Pokorného také například Josef Karel Chramosta, Josef Jelínek, Jiljí Krämer, Antonín Mušek, režijně byl angažován František Josef Čížek. Společnost zde odehrála řadu repríz inscenací dramat od Josefa Kajetána Tyla, dále od Václava Klimenta Klicpery, Jana Nepomuka Štěpánka (včetně jeho překladů dramat), ale též například Friedricha Schillera. Rovněž hrála též loutková představení lehčích žánrů.

### Stavovské divadlo

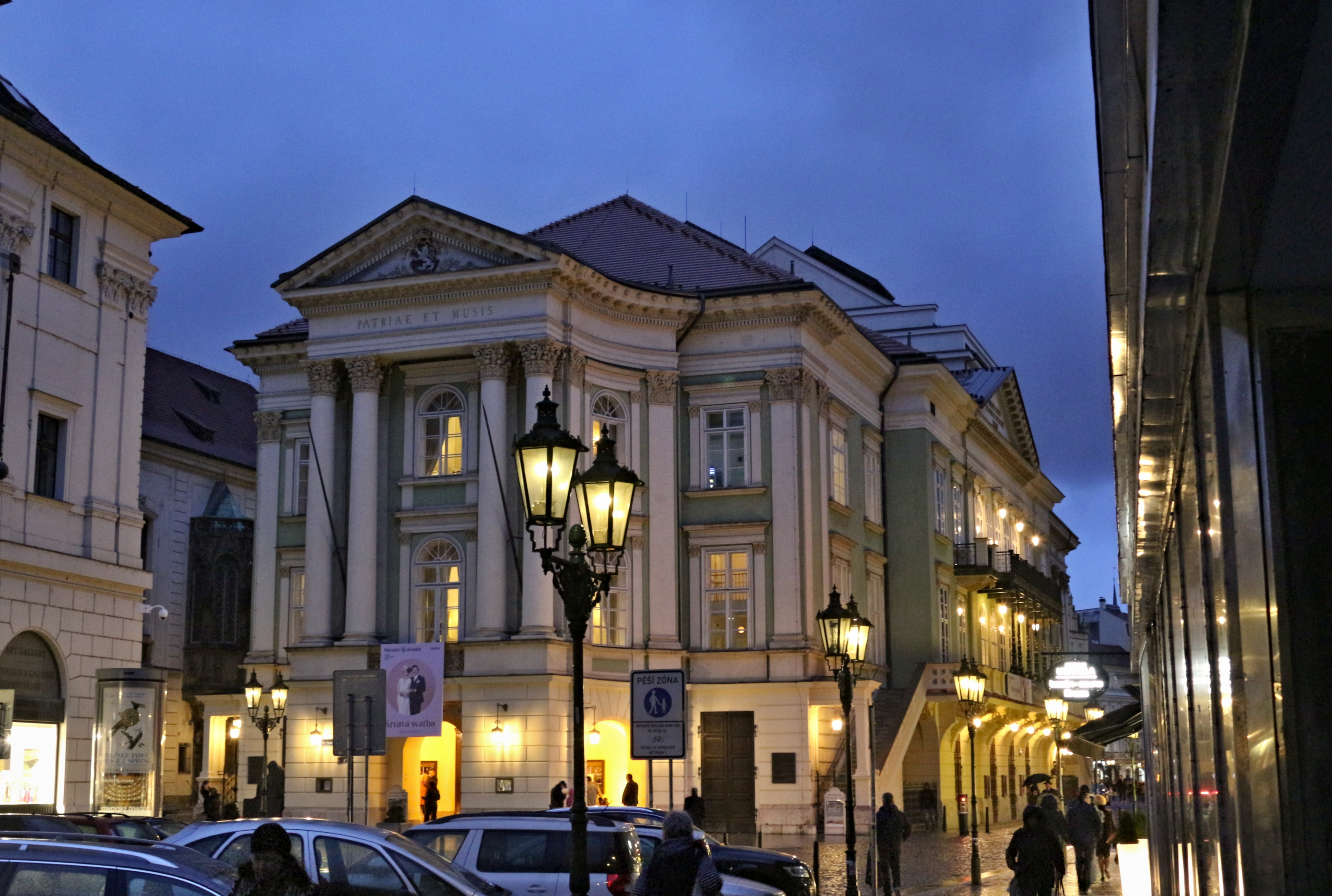
Stavovské divadlo, kde Pokorný herecky působil

V letech 1854 se Pokorný stal členem Stavovského divadla, kde účinkoval jak v německých představeních, tak v česky hrající divadelní společnosti. Odtud roku 1862 přešel do souboru nově otevřeného Prozatímního divadla. Krátce poté nastoupil jako herec do kočovné divadelní společnosti Josefa Jana Stránského-Šemerera, kterou po jeho smrti roku 1866 na základě jeho koncese převzal a přejmenoval na Pokorného společnost.

### Pokorného společnost
Hned v počátku se divadlo ocitlo na pokraji zániku vinou prusko-rakouské války roku 1866. Pokorný byl jedním z mála divadelních ředitelů s gymnaziálním vzděláním. Společnost uváděla především česky hraný repertoár, který sklízel na venkově hojný ohlas. Dramaturgicky byla akcentována světová divadelní klasika, například dramata Williama Shakespeara či Johanna Wolfganga von Goetha, v pozdějších letech uváděl soubor též operní představení s vlastním orchestrem. Zpočátku své existence kočovala především po českých regionech. Roku 1881 přijal Pokorný stálé angažmá svého souboru v Měšťanském divadle v Plzni, kde nahradil divadelního ředitele Pavla Švandu ze Semčic. Zde společnost působila do roku 1884, roku 1885 získal pak pro soubor stálé angažmá v Národním divadle v Brně, kde však působil pouhý rok. Záhy poté vyrazila Pokorného společnost na úspěšné turné po moravských městech, vystupovala například v Kroměříži, Moravské Ostravě, Prostějově, Přerově či Místku.
Souborem za dobu jeho existence prošla celá řada známých divadelních herců jako Eduard Vojan, Marie Pospíšilová či Karel Lier, jako kapelník zde v pozdějších letech působil také Karel Kovařovic. Roku 1888 Pokorný onemocněl a vedení souboru převzal František Trnka.

### Úmrtí
František Pokorný zemřel 25. listopadu 1893 ve věku 60 let. Pohřben byl v hrobě na hřbitově Malvazinky.
Na jeho rodném domě v Miroticích, někdejším hostinci, mu byla odhalena pamětní deska. Rovněž po něm zde byla pojmenována ulice, Františka Pokorného.